# Giải thưởng của AIA cho hãng kiến trúc
Giải thưởng Hãng kiến trúc là giải thưởng cao nhất của Hiệp hội Kiến trúc sư Mỹ AIA tặng thưởng cho các hãng kiến trúc có các công trình kiến trúc có chất lượng cao.
Danh sách những hãng Kiến trúc đã nhận giải thưởng:
- 1962 Skidmore, Owings & Merrill
- 1964 The Architects Collaborative
- 1965 Wurster, Bernardi & Emmons
- 1967 Hugh Stubbins and Associates
- 1968 I.M. Pei & Partners
- 1969 Jones & Emmons
- 1970 Ernest J. Kump Associates
- 1971 Albert Kahn Associates, Inc.
- 1972 Caudill Rowlett Scott
- 1973 Shepley Bulfinch Richardson and Abbott
- 1974 Kevin Roche John Dinkeloo and Associates
- 1975 Davis, Brody & Associates
- 1976 Mitchell/Giurgola Architects
- 1977 Sert Jackson and Associates
- 1978 Harry Weese & Associates
- 1979 Geddes Brecher Qualls Cunningham
- 1980 Edward Larrabee Barnes Associates
- 1981 Hardy Holzman Pfeiffer Associates
- 1982 Gwathmey Siegel & Associates, Architects LLC
- 1983 Holabird & Root
- 1984 Kallmann McKinnell & Wood Architects
- 1985 Venturi, Rauch and Scott Brown
- 1986 Esherick Homsey Dodge & Davis
- 1987 Benjamin Thompson & Associates, Inc.
- 1988 Hartman-Cox Architects
- 1989 César Pelli & Associates
- 1990 Kohn Pedersen Fox Associates
- 1991 Zimmer Gunsul Frasca Partnership
- 1992 James Stewart Polshek and Partners
- 1993 Cambridge Seven Associates, Inc
- 1994 Bohlin Cywinski Jackson
- 1995 Beyer Blinder Belle
- 1996 Skidmore, Owings & Merrill LLP
- 1997 R.M. Kliment & Frances Halsband Architects
- 1998 Centerbrook Architects and Planners
- 1999 Perkins & Will
- 2000 Gensler
- 2001 Herbert Lewis Kruse Blunck Architecture
- 2002 Thompson, Ventulett, Stainback & Associates, Inc.
- 2003 The Miller | Hull Partnership
- 2004 Lake | Flato Architects
- 2005 Hãng Murphy/Jahn